# Игнатьево (Омская область)
Игнатьево — деревня в Кормиловском районе Омской области России. Входит в состав Юрьевского сельского поселения.

## История
Основана в 1700 г. В 1928 г. село Игнатьевка состояло из 100 хозяйств, основное население — русские. Центр Игнатьевского сельсовета Корниловского района Омского округа Сибирского края.

## Население
| 2010 |
| ---- |
| 89   |